# جوشوا أ. فوغل
جوشوا أ. فوغل (بالإنجليزية: Joshua A. Fogel)‏ هو مؤرخ أمريكي، ولد في 1950 في بروكلين في الولايات المتحدة.